# Cytoplasmisk inkompatibilitet
Cytoplasmisk inkompatibilitet är en form av reproduktiv oförenlighet som ofta uppstår hos artropoder när individer infekterade med olika, inkompatibla stammar av bakteriesläktet Wolbachia parar sig, eller när en infekterad hane parar sig med en oinfekterad hona. Cytoplasmisk inkompatibilitet ger infekterade honor en reproduktiv fördel över oinfekterade honor, eftersom de kan para sig med hanar oavsett deras infektionsstatus. Då fenomenet resulterar i en reproduktiv barriär mellan individer av samma art har det föreslagits vara en faktor som bidrar till artbildning i de arter och populationer där det förekommer.

## Cellulära mekansimser
Det finns två typer av cytoplasmisk inkompatibilitet. Den första är enkelriktad inkompatibilitet (unidirectional CI) , som uppstår då embryoutvecklingen avstannar efter att en spermie från en infekterad hane befruktat ett ägg från en oinfekterad hona. Den andra typen är dubbelriktad inkompatibilitet (bidirectional CI), vilket innebär att individer infekterade med olika, inkompatibla stammar av bakterien inte kan producera livskraftig avkomma. 
De cellulära mekanismerna bakom cytoplasmisk inkompatibilitet och dess genetiska bakgrund är ännu inte helt klarlagda. Fenomenet uppstår genom två separata processer där hanens spermier respektive honans ägg modifieras på olika sätt. För att embryoutveckling ska kunna ske krävs att den modifierade spermien möter ett ägg som är kompatibelt med dess modifiering. Flera modeller har föreslagits för att förklara denna mekanism, bland annat en ”lås-och-nyckel”-modell, där Wolbachia skapar ett lås på spermien som endast kan låsas upp av ett ägg med rätt modifiering, vilket möjliggör mitos och vidare embryoutveckling.